# Franck Touzet
Franck Touzet (ur. 31 maja 1942 w Paryżu), francuski duchowny katolicki, członek Prałatury Personalnej Opus Dei.
Syn Jeana Touzet i Denise z d. Leroquais. Jest z wykształcenia inżynierem chemikiem, ukończył ENSCP (fr: École nationale supérieure de chimie de Paris). Członkiem Opus Dei został w 1962 r., w 1971 r. przyjął w Madrycie święcenia kapłańskie. Pracował w duszpasterstwie akademickim w Grenoble i Marsylii. Lata 1980–1995 spędził na prośbę prałata Opus Dei w pracy duszpasterskiej i nauczycielskiej na Wybrzeżu Kości Słoniowej, w Abidżanie i Jamusukro. Po powrocie do Francji zajmował się duszpasterstwem akademickim w Aix-en-Provence i w Grenoble. Z dniem 19 października 2008 r. arcybiskup Tuluzy Robert Le Gall mianował go proboszczem śródmiejskiej parafii Notre-Dame de la Dalbade. Z uwagi na fakt przynależności do Opus Dei, nominacja wywołała bezprecedensowe publiczne ataki ze strony środowisk lewicowych, łącznie z socjalistycznym merem miasta Pierre'em Cohen i prasą, do których przyłączyła się część środowisk katolickich. W odpowiedzi arcybiskup podkreślił zarówno braki kadrowe wśród duchowieństwa oraz religijną gorliwość nominata, jak i reprezentowanej przezeń organizacji. Położył nacisk na podległość pracy parafialnej wyłącznie arcybiskupstwu.

## Linii zewnętrzne
- Tygodnik Powszechny
- Życiorys (fr)